# 이우탁
이우탁은 대한민국의 시나리오 작가이자 드라마 작가이다.

## 작품

### 영화
- 2016년 영화 《오빠 생각》 ... 각본